# Lúcia Nascimento
Lúcia Nascimento (São Paulo, 4 de agosto de 1983) é uma escritora, crítica literária, jornalista e gestora cultural brasileira. Em 2019, ganhou o Prêmio Ufes de Literatura, na categoria contos. Seu primeiro romance, Aqui, ontem, será publicado em 2025 pela Editora 7Letras.

## Carreira
É graduada em Jornalismo, mestra e doutoranda em Teoria Literária e Literatura Comparada. Toda sua formação acadêmica foi realizada na Universidade de São Paulo (USP). O título de sua dissertação de mestrado é Do vazio total à possibilidade de ficção: uma leitura de Por escrito, de Elvira Vigna.
Em 2020, Lúcia lançou o livro Ruínas, uma coletânea de contos publicada pela Edufes. Também possui ficções curtas publicadas em diversas antologias.
Atualmente, mantém ativa a newsletter Relatos Mínimos, onde publica crônicas, ficções curtas e ensaios literários.
Como gestora cultural, atuou no Sesc São Paulo e coordenou o Circos - Festival Internacional Sesc de Circo nas edições de 2019 e 2021, tendo participado da curadoria do festival desde 2015.

## Prêmios
- 2022 - 6º lugar no XV Prêmio Ignácio de Loyola Brandão, pelo conto Vida[8]
- 2019 / 2020 - IV Prêmio Ufes de Literatura, na categoria Contos e Crônicas, pelo livro de contos Ruínas[1]

## Obras publicadas
- 2020 - Ruínas (Edufes)[3]
- 2024 - Do vazio total à possibilidade de ficção: uma leitura de Por escrito, de Elvira Vigna (Tese USP)[2]